# انقطاع مؤقت (اتصالات)
الانقطاع المؤقت عبارة عن فقد لحظي للإشارة في نظام الاتصالات، غالبًا ما يكون بسبب الضجيج أو مشكلات الانتشار أو أعطال النظام. وبالنسبة للإشارات التناظرية، غالبًا ما يكون الانقطاع المؤقت متدرجًا وجزئيًا، اعتمادًا على السبب. وبالنسبة للإشارات الرقمية، غالبًا ما تكون الانقطاعات المؤقتة أكثر وضوحًا، وعادة ما تكون واضحة وكاملة، وذلك بسبب تأثير كليف. وفي الاتصالات عبر الهواتف المحمولة، يؤدي الانقطاع المؤقت لمدة تزيد عن عدة ثوانٍ إلى انقطاع الاتصال.